# Ebbe-Gletscher
Der Ebbe-Gletscher ist ein rund 100 km langer Gletscher im Norden des ostantarktischen Viktorialands. Er fließt von der Homerun Range und den Robinson Heights in zunächst nordwestlicher, dann westnordwestlicher Richtung zwischen der Everett Range und den Anare Mountains zum Lillie-Gletscher. Sein Entstehungsgebiet teilt er sich mit dem Tucker-Gletscher, der in südöstlicher Richtung ins Rossmeer mündet.
Der United States Geological Survey kartierte ihn anhand eigener Vermessungen und Luftaufnahmen der United States Navy aus den Jahren von 1960 bis 1962. Das Advisory Committee on Antarctic Names benannte ihn 1964 nach Commander Gordon Knudsen Ebbe (1916–1989), befehlshabender Offizier der Flugstaffel VX-6 von Juni 1955 bis Juni 1956.